# Vulcão Barva
O cráter principal do vulcão Barva encontra-se atualmente ocupado por uma lagoa, e rodeado por bosque nuboso
O vulcão Barva é um vulcão localizado em Costa Rica, na Cordilheira Vulcânica Central, 22 km ao norte de San José, na província de Heredia, e a uma altura de 2.906 metros sobre o nível do mar, o que o faz o terceiro vulcão mais alto da Costa Rica, por trás do vulcão Irazú (3.432 msnm) e o vulcão Turrialba (3.340 msnm). O seu cone está coroado por um cráter de abruptas paredes, coberto de vegetação exuberante, e cujo fundo se encontra ocupado por uma lagoa de forma quase circular, chamada lagoa do Barva, de 8 metros de profundidade e 70 metros de diâmetro, e que mantém uma temperatura entre 10 e 18ouC. Junto à lagoa do Barva existem outras duas lagoas: a lagoa Danta, também de origem cratérico, e a lagoa Copey, de origem pantanoso. A superfície do vulcão Barva abarca 1.120 a 1.500 km2, o que o faz o vulcão maior de América Central quanto a sua extensão.Alvarado Induni, 2009, p. 207</ref> 
O vulcão tem uma dúzia de pontos de erupção no cráter. Possui um perfil de três promontórios vulcânicos observáveis desde o Vale Central, pelo que também recebe o nome de «As Três Marías», no entanto, nenhuma destas três cimeiras se corresponde realmente com o cone que aloja a lagoa do Barva. Não obstante sua inatividade, possui em sua saias atividade fumarólica e presença de fontes termais.
Encontra-se localizado no limite oeste do Parque Nacional Braulio Carrillo, área protegida à que pertence, dentro do Área de Conservação Cordilheira Vulcânica Central, que é parte da Reserva da Biosfera da Costa Rica. Ao ser um vulcão inactivo, existe uma grande variedade de vegetação própria do bosque nuboso, onde destacam epífitas, helechos arborescentes, carvalhos, árvores estranguladores, escalonias, bromelias, além de mais de 100 espécies de plantas entre árvores, arbustos, orquídeas, líquené, sellaginelas e musgos. Com respeito à fauna, observaram-se até 80 espécies de aves, entre elas o quetzal, cinco espécies de colibríé, sete espécies de reinitas, etc, como o vulcão Barva é um lugar importante para as migrações altitudinales e latitudinales. Também há umas 20 espécies de mamíferos, a maioria de hábitos nocturnos, alguns deles de grande tamanho como dantas, saínos, jaguaré e coiotes, bem como graciosos capuchinos no área da lagoa Copey. O vulcão Barva é um dos últimos redutos de vegetação silvestre de terras altas na Cordillera Vulcânica Central, além de que possui importantes mantos acuíferos e é lugar de origem de rios e avariadas que fornecem água potável ao Grande Área Metropolitana da Costa Rica.
Suas saias foram habitadas desde tempos precolombinos por aborígenes huetares e botos, que deram lugar a diferentes lendas, sobretudo referentes à origem de sua famosa lagoa. Na actualidade, em seu contorno realizam-se grande quantidade de atividades económicas de tipo agropecuário, além de ser importante destino turístico. A seus pés levantam-se as cidades de Barva e Heredia.

## Toponimia
Há várias teorias a respeito da origem da palavra «Barva» (ou sua variante «Barba») para denominar a este vulcão e à população que se estende em suas saias. À chegada dos espanhóis a Costa Rica, no século XVI, os territórios do vulcão Barva encontravam-se dentro do chamado Reino Huetar de Ocidente, governado pelo rei Garabito. Um dos principais deste rei foi Barvac (também Barbac, Barbak ou Barvak), que governou uma população indígena localizada aos pés do vulcão. Sabe-se existia um povoado indígena em Barva em 1575, provavelmente dos indígenas botos, que foi visitado por Antonio Álvarez Pereyra, capitão do governador Perafán de Ribera em 1568.
A maioria dos historiadores estão de acordo em que a palavra Barva é uma españolización de uma voz indígena huetar. Existem várias teorias ao respeito do significado e origem dos termos «Barva» e «Barba». A primeira indica que a variante Barva poderia provir de duas palavras de origem huetar: Bal (povo)e wac (urso hormiguero), Balwac, pelo que Barva significaria «Povo do Urso Hormiguero». A outra variante, Barba, tem duas hipótese: a primeira, que vem das palavras huetares bar ou bur (abeja) e ba ou bac (tribo), Barbac, isto é, «Tribo das Abejas». A segunda hipótese fala de que a tribo huetar de Barvak se tinha estabelecido num lugar ao que chamaram «Tlapallan» ou bem «Tla pallapan», palavra de origem nahua que significa «no rio negro ou escuro», e que em língua huetar é «Tabaraba» ou «Abaraba», que os espanhóis mudaram por Barba. Por decreto executivo, a grafía correcta é Barva, ainda que por muito tempo utilizou-se também Barba.

## Aspectos físicos

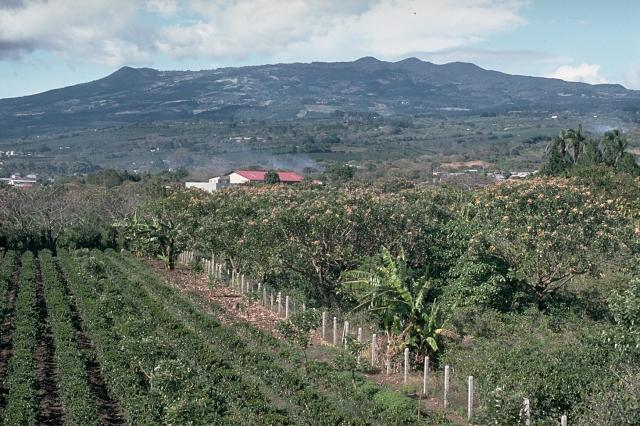
Vista da Cordilheira Vulcânica Central. À direita, podem observar-se As Três Marías. À esquerda, o cerro Guararí

É o vulcão maior da Costa Rica em extensão (≥ 1100 km²) e volume, com laderas de suave pendente, inferiores aos 15.º no sector Caraíbas, pelo que se lhe classifica como um escudo andesítico ou estratovulcao em broquel. Possui uma dezena de cones e cráteres em sua cimeira, dentro de várias estruturas caldéricas de avalanche e uma caldera maior de colapso ignimbrítico. Vários cones satelitales e cráteres apresentam-se sobre seus flancos norte e sul.
O Barva está formado por um escudo andesítico complexo cuja evolução iniciou faz um milhão de anos. Este escudo apresenta uma dúzia de focos eruptivos em sua cume, e vários focos parasitas nas ladeiras. De suas três cumes, a central e a noroeste estão formadas por quatro cones desenvolvidos depois da formação de uma estrutura caldérica de 3 km de largo por 2 km de largo, cujos restos formam As Três Marías. O cone melhor conservado e com cráter é a lagoa Danta (2.580 msnm). Todos estes cones estão formados por grandes deslizamentos vulcânicos, um dos quais represó as águas e pôde dar origem à lagoa Copey, de 40 m de diâmetro e profundidade desconhecida, que corresponde a um sector pantanoso. As bases dos cones das lagoas Barva e Danta estão fortemente afectados por alteração hidrotermal, que converteu os materiais vulcânicos em minerales arcillosos e sulfurosos. Cerca de um lugar conhecido como Baixo Minas, e na naciente do rio Geral pode observar-se a atividade fumarólica e a presença de fontes termais, como as que se encontram em Porrosatí de Barva.
A cume sudoeste está coroada por quatro cones vulcânicos, dos quais, um deles (2.480 msnm) apresenta um cráter de abruptas paredes coberto de vegetação exuberante, onde se encontra a lagoa do Barva, de forma quase circular, de 70 m de longitude e 8.6 m de profundidade. O cone da lagoa do Barva parece ser o de formação mais recente. Ao oeste desta lagoa encontra-se o cerro Guararí (2.599 msnm), também chamado Concordia ou Bico do Inglês (já que o inglês John Hale se estabeleceu ali em 1826). O nome indígena deste cerro é Cuerizí, e na época precolombina foi um lugar sagrado para huetares e botos, ao que se lhe chamou Chibuzú («a montanha do deus»). O Guararí é um cone secundário adosado ao maciço do Barva, que algumas vezes é confundido com o Poás ou com a mesma cume do Barva. Ao este da lagoa se apresenta outra borda caldérico de 1.250 m de diâmetro que contém 2 ou 3 cráteres.
Ao norte do Barva localiza-se um leque vulcânico de lavas onde se podem observar vários focos eruptivos, dos quais os melhores definidos são o cone A Légua (2.381 msnm) e o cone Rio Vulcão (1.620 msnm), enquanto os outros dois, chamados Rio Poço (1.245 msnm) e Poço Azul (1.040 msnm), estão pobremente definidos.
No flanco sureño da montanha há cinco cones menores, dos quais o mais conhecido é o monte A Cruz, Redondo ou As Lagoas. É um pequeno cone de origem piroclástico, em cuja parte superior há uma pequena lagoa. Neste sector também há numerosas coladas de lava. A maior, chamada colada Los Angeles, é uma das efusiones mais recentes do coloso e estende-se até cidade de Heredia.
Quanto a seu petrografia, lava-las do Barva estão formadas por andesitas piroxénicas, andesitas basálticas, basaltos de olivino e dacitas. Os cerros Zurquí são os restos erosionados de Paleo-Barva, sobre os quais se edificaram os cones mais recentes do Barva.

## Actividade vulcânica
A atividade histórica para este vulcão é imprecisa, não obstante é considerado como um dos vulcões mais explosivos da Cordillera Vulcânica Central, pois com base em sua tefroestratigrafia ao menos se produziram duas explosões plinianas nos últimos 10 mil anos; a mais recente destas foi faz aproximadamente três mil anos. Posterior a isso teve 3 ou 4 erupções estrombolianas-vulcanianas.
O vulcão não tem apresentado atividade desde tempos coloniales. Reportaram-se erupções ao redor do ano 1760, mas posteriores visitas não mostraram evidência de tal erupção. Em 1861, o médico e naturalista alemão Alexander von Frantzius descreveu os estragos sobre o rio Itiquís de uma suposta erupção do Barva em 1770 ou 1776, mas estudos posteriores realizados pelo geólogo Henri Pittier em 1889 relacionaram ditos eventos com um sismo ocorrido a 15 de fevereiro de 1772, sem encontrar rastros de erupção. Outra exploração realizada por Karl Hoffman Brehmer em 1855 também não encontrou rastros de atividade passada, ao mesmo tempo que descreveu à lagoa do Barva com características similares às actuais. De acordo ao catálogo Mundial da Associação
Vulcanológica, o vulcão Barva teria estado activo em 1867; no entanto isto último parece ter correspondido a uma série de deslizamentos e não a uma erupção.
Estes relatórios sugerem que o vulcão Barva não tem visto atividade eruptiva em tempos históricos. Não obstante, a presença de piroclastos sãos ao nordeste da lagoa do Barva, de aparência recente, parecem sugerir certa atividade faz pelo menos uns cinco mil anos. Do mesmo modo, nas estribaciones ao norte do vulcão, no cerro Camaquire (2280 msnm) existe atividade de tipo residual (solfataras e fontes termais), bem como a presença de fontes termais no monte Gongolona e em Porrosatí de Barva (Huacalillo). Apesar de tudo isto, os estudos mais recentes localizam os períodos explosivos e efusivos mais importantes faz mais de 13 mil anos, com uma última erupção faz uns 6.050 anos.

## Perigo vulcânico
Segundo a Rede Sismológica Nacional da Costa Rica, considera-se-lhe um «vulcão dormido» tipo 1.a, de alerta branca no «Semáforo Vulcânico» aplicado por dita instituição, que teve atividade no Holoceno mas está inactivo na actualidade, ao menos pelo momento. Baseando na atividade dos últimos 10 mil anos, seu perigo estaria circunscrito a uns quilómetros ao redor dos seus cráteres principais, aproximadamente até San José da Montanha. Também existe a remota possibilidade da formação de um novo cone ou de cráteres satelitais sobre os seus flancos norte ou sul, ou inclusive a sua cume. Conta com uma estação sismológica e realizam-se-lhe visitas de controle rotineiro.

## Recursos naturais
O vulcão Barva encontra-se incluído dentro do Parque Nacional Braulio Carrillo, que pertence ao Área de Conservação Cordilheira Vulcânica Central. O Braulio Carrillo é o parque mais extenso dentro da zona central da Costa Rica e possui uma riqueza natural na que existem mais de seis mil espécies de plantas, que representam a metade das espécies de todo o país.

### Flora

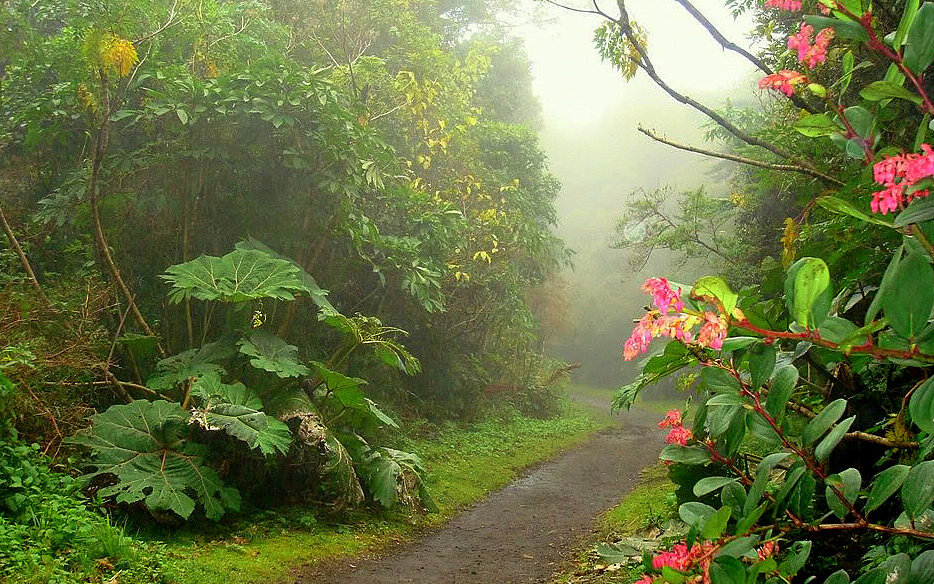
O vulcão Barva faz parte do Parque Nacional Braulio Carrillo. Caracteriza-se por seu bosque nublado

A flora é característica do floresta nublada, encontrando-se espécies como o cipresillo, o candelillo, o roble alvo e o cedrillo. Destaca o aguacatillo, básico na alimentação do quetzal. A zona do vulcão conta com mais de 100 espécies de plantas, destacando-se grande variedade de epífitas que incluem musgos, líquené, orquídeas, helechos e bromelias.
A vegetação natural originaria está compreendida em maior medida por um bosque latifoliado sempre verde de grande espesura, densidade, altura e complexidade florística. A flora apresenta grande quantidade de tallos verticais. As árvores apresentam copas de até 20 m de diâmetro, além de troncos com médias a pequenas copa. Alguns oferecem pouco ramaje e pobre forma. São espécies importantes Guetarda poasana, Zinowiewia interrégima, Cornus disciflora, Hieorima poasana e Conostegia pittieri. Pode observar-se um predominio de lianas e enredaderas sobre as palmas, helechos e árvores helechos.
Existe um segundo estrato de vegetação composto por ervas, helechos e musgos, destacando-se uma pesada capa de musgo em todas as superfícies, que produz nos troncos e tallos uma cor verde escuro dominante, o que lhe dá ao bosque um aspecto de «laberinto verde», sobre o que abundam as epífitas e bromeliáceas.
Nas cercanias da cume, os troncos são deformados por causa da acção do vento, de aspecto achatado, com a presença de uma enorme quantidade de epífitas e outras plantas herbáceas ou arbustivas, devido ao excesso de humidade atmosférica e a reduzida evaporación.

### Fauna
As árvores são o lar a mais de 80 espécies de aves, entre elas, o quetzal, colibríé, reinitas, o pássaro sino, etc. No caso particular do quetzal, considerado espécie quase ameaçada pela UICN, a subespecie Pharomachrus mocinno costaricensis distribui-se desde o extremo sul de Nicarágua até oeste de Panamá, e considera-se um ave migratoria altitudinal, que habita em bosques montanos muito húmidos com abundante vegetação epífita, que alberguem árvores com frutas da família das lauráceas, como os aguacatillos (Persea sp), Nectandras e Ocotea, e determinou-se que, em Costa Rica, estes períodos migratorios coincidem com a escassez destas frutas, enquanto seu período reproductivo o faz com a fructificación das lauráceas. No vulcão Barva, alimentam-se principalmente de Ocotea pittieri, Ocotea whitei, Prunus cornifolia, Nectandra cofudontisii e Cornus disciflora. No sector do vulcão Barva é possível avistar quetzales em maior abundância entre os meses de julho a outubro.
Os bosques do vulcão Barva servem de habitat a 20 espécies de mamíferos como graciosos carablanca - sobretudo nos arredores da lagoa Copey,- cacomistles, dantas, coiotes, jaguaré e saínos.
Entre os anfibios, destaca o sapo Bufo holdridgei, que é endémico. Esta espécie creu-se extinta até que em 2010 foram observados 31 instâncias em idade juvenil e 9 adultos sobre plantas e helechos pequenos nos arredores do vulcão Barva, segundo o Relatório do Grupo de Especialistas em Conservação e Reprodução de Mesoamérica (CBSG, pela suas siglas em inglês). Outra espécie destacada é Isthmohyla picadoi, ou rana arborícola do vulcão Barva, considerada também ameaçada pela UICN, devido à perda de seu habitat pela desflorestação.

### Recursos hídricos
O base do Barva é uma importante fonte subterrânea de acuíferos, como os três que se localizam em sua saia sul (Barva, Colima Superior e Colima Inferior) que abastecem de água potável tanto ao Grande Área Metropolitana do Vale Central como a outras regiões do país. Isto o faz também, a nível superficial, ser lugar de grande quantidade de nacientes de avariadas e rios. No maciço do vulcão Barva nascem os rios Geral, Segundo e Ciruelas.
No maciço vulcânico se infiltran grandes quantidades de água de chuva que percorrem longas distâncias. Estas águas dão vida a Olho de Água, Echeverría e Rio Segundo, entre outros. Em suas saias encontram-se também mananciais como Huacalillo, de grande importância pela suas águas termales; Birrí, Chagos e Avariada Honda.

## Mitos e lendas
A paisagem vulcânica da Costa Rica cumpre um papel destacado no acervo cultural deste país em particular e de América Central em general. As regiões aledañas aos vulcões Poás e Barva têm sido habitadas desde épocas precolombinas por grupos indígenas como os huetares e os botos, que consideravam a estes vulcões como montanhas sagradas. Este folclor de origem indígena tem mantido vivas lendas a respeito de sacrifícios de meninos e donzelas nas cimeiras destes vulcões, como a lenda do rualdo, que narra o sacrifício de uma princesa dos botos para acalmar a fúria do vulcão Poás. Estes aldeias atribuíam a ambos vulcões o topónimo de «Chibuzú», nome de aparente origem cabécar. Na língua cabécar, o sufixo «zu» (mais propriamente, «tzu») utiliza-se para definir uma montanha, enquanto «Chibu» - que parece provir de «shibö», tábano - faz referência a Sibú, máxima deidad de algumas tribos amerindias da Costa Rica e que, segundo a mitologia talamanqueña, nasceu numa montanha e tinha a capacidade de se transformar em diferentes animais. Chibuzú, então, significaria «montanha do deus», ou mais propriamente, «montanha de Sibú».
No caso do Barva, a temática das lendas centra-se na origem de sua lagoa principal. Uma das mais conhecidas fala do sacrifício de meninos por parte de uma tribo indígena local na lagoa do Barva, para acalmar a fome de uma mítica serpente, cuja imagem, trazida pelos calpixquis, embaixadores do tlatoani azteca, é deixada como oferenda na cume do Barva, e é a causa ulterior da formação da lagoa. Destaca nesta lenda a presença de elementos de origem mexica, como o sacrifício de meninos, a presença dos calpixquis e, por suposto, a serpente, identificada como o deus Quetzalcóatl. Estes elementos são reflexo da influência que tiveram as culturas mesoamericanas sobre algumas tribos tribos amerindias da Costa Rica, como os botos, que habitaram nas cercanias do Poás e Barva, dentro do chamada Área Intermediária. Note-se também, como uma curiosidade desta lenda, a presença do deus Quetzalcóalt é um lugar que na actualidade se considera um santuário para a conservação do quetzal.
Outra lenda de origem colonial fala da existência de um fabuloso tesouro indígena na lagoa do Barva, que dois conquistadores espanhóis encontram. Um deles morre enquanto faz prometer ao outro que usará o tesouro para construir uma ermita à Virgen do Pilar, mas o outro, pensando em ficar o tesouro para si, dá vários rodeos pelo bosque até que se dá conta que não pode sair da montanha. Sumáse o aparecimento de uma mulher - que se identifica assim mesma como Pilar,- que chora pelas promessas incumpridas, tanto, que suas lágrimas terminam formando a lagoa no cráter do vulcão, o que lhe custa a vida ao segundo homem, enquanto lhe promete em van construir a igreja. O corolario da lenda é o aparecimento, pelas noites e no meio da lagoa, de uma igreja consagrada à Virgen do Pilar. Nesta lenda também pode se ver a relação directa que se faz do Barva com a presença de uma divinidad, neste caso, a Virgen do Pilar.

## Turismo

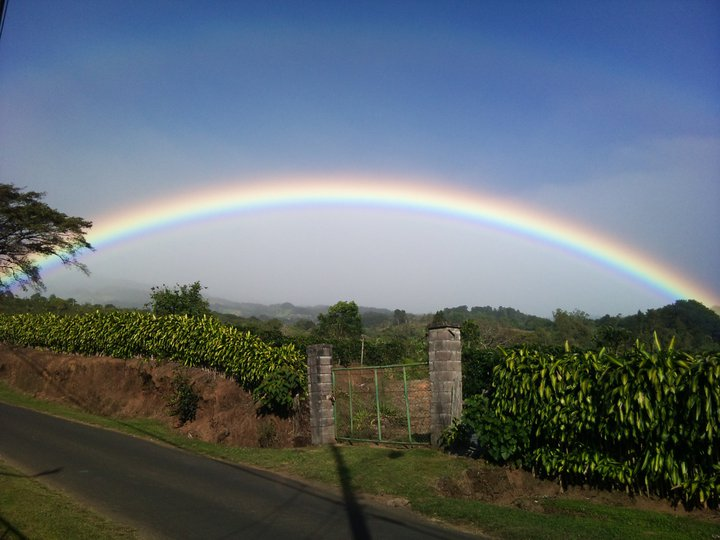
Vista da paisagem desde a estrada que acede ao vulcão Barva

Se accesa ao vulcão Barva pela estrada Heredia-Barva-San José da Montanha-Porrosatí, a qual está pavimentada, excepto nos últimos três quilómetros, que são de lastre e só se podem cruzar em veículos de dupla tracção ou caminhando. Tomando como refere a capital San José, são 35 km.
A ascensão ao vulcão Barva, localizado a quatro quilómetros do povoado de Sacramento, em Barva de Heredia, oferece aos visitantes um percurso enquadrado em profundas vistas panorámicas do Vale Central, potreiros, lecherias e ar de campo. Pelo caminho pode-se comer em diversos restaurantes e sodas, bem como comprar queijo de manufatura artesanal. Desde o pequeno povo de Sacramento deve-se caminhar sobre um caminho de lastre até entrada do Parque Nacional Braulio Carrillo-Sector Vulcão Barva. A partir do posto de guardaparques, o caminho até lagoa interna-se num bosque nublado de formas caprichosas e musgos de tonalidades intensas carregados de humidade. Este caminho até lagoa do Barva permite-lhe, ao viajante desviar-se num pouco do caminho e visitar também a lagoa Copey. A partir da caseta de rendimento, são 3 km a pé até lagoa do Barva e outros 2 km até lagoa Copey.
O sector vulcão Barva apresenta quatro caminhos:
- Cacho de Venado: de 1.890 m, percorre-se em 1 hora e 40 minutos, ida e regresso. Para caminatas guiadas e observação de aves.

- Olhador Vara Branca: 900 m desde o caminho principal, percorre-se em 50 minutos. Vista escénica.

- Cráter Lagoa Vulcão: 3 km (2 horas ida e volta). Pode-se observar a lagoa do Barva.

- Laguna Copey: 5 km (3 horas ida e volta). Este é um caminho recomendado para experientes em senderismo e caminhantes fortes. Leva até lagoa Copey.

A visita ao vulcão Barva pode fazer-se em só um dia e desfrutar da vista do bosque ou visitar o olhador e contemplar a beleza da paisagem. Também se pode acampar em algum dos lugares destinados para o fazer e almoçar em alguns dos ranchos localizados no caminho até lagoa. É normal que faça frio e forte vento, de modo que é recomendável levar capa, abrigo, gorro, luvas e bufanda.